# Ataques corsarios a Fuerteventura en 1740
Los ataques corsarios a Fuerteventura de 1740 fueron una serie de ataques a barcos y dos desembarcos en la isla de Fuerteventura en un mes de diferencia por parte de corsarios británicos, coincidiendo con la guerra del Asiento. Los desembarcos, conocidos como batalla de El Cuchillete y batalla de Tamasite, fueron rechazados por la milicia local.

## Contexto
La guerra del Asiento fue un conflicto entre Gran Bretaña y España que duró desde 1739 a 1748. Aunque el conflicto terminó oficialmente en 1748, los principales combates concluyeron en 1742.
La patente de corso británica fue común durante este conflicto.

## Antecedentes
Fuerteventura ya había planificado fortificaciones desde 1700 contra este tipo de ataques con torres en Caleta de Fuste y Tostón.
En 10 de octubre de 1740 una balandra fue quemada en Tarajalejo y la Santa Bárbara capturada por corsarios británicos, y al día siguiente fue tomado el barco Fandango en Gran Tarajal.
Los atacantes eran reclutados en Nueva Inglaterra. De hecho, en periódicos de Boston se publicó en junio de 1740 que una sloop (corbeta) “grande y de calidad”, nombrada como el almirante Vernon, se equipaba “ir en busca de los españoles”.

## Ataques

Panorama del pueblo de Tuineje, vista desde el sur, Fuerteventura, Islas Canarias, España

### Primer ataque: batalla de El Cuchillete
El 13 de octubre de 1740, 53 corsarios británicos desembarcaron de la goleta Vernon capitaneados por Willes, desembarcaron en la costa de Gran Tarajal, saqueando la zona de Tuineje.
en la playa de Gran Tarajal con idea de saquear Fuerteventura. El teniente coronel José Sánchez Umpiérrez dirigió las compañías de Antigua, Casillas de Morales, Agua de Bueyes, Tiscamanita y Tuineje, armadas con palos y piedras, a las que se había de unir la compañía de Pájara, pero las primeras compañías llegaron antes al lugar y presentaron batalla a los ingleses.
Sánchez Umpiérrez dispuso delante de su tropa a camellos, como parapeto móvil, de forma que cuando los británicos realizaron una descarga cerrada con sus armas para detener a los españoles, estos solo alcanzaron a los camellos y, sin tiempo de recargar, se vieron envueltos en una lucha cuerpo a cuerpo con resultado de la muerte de 33 de los 53 corsarios desembarcados y la captura del resto, mientras que los españoles perdieron solo cuatro hombres.

### Segundo ataque: batalla de Tamasite
El 9 de noviembre es capturada la balandra La Estrella en Ginijinamar y en Tarajalejo el barco San Agustín, y el 17 de noviembre el bergantín de Pedro Álvarez, que fueron vendidos poco después en Madeira.
El 24 de noviembre de 1740, 55 corsarios desembarcaron en la misma zona y con idénticas intenciones, pero los habitantes de la isla estaban preparados, y rechazaron a los atacantes con sus precarios medios y las armas de fuego capturadas en la batalla anterior.

## Consecuencias
Tras estos enfrentamientos el gobernador de la isla solicitó medidas de protección, y por parte del gremio de comerciantes se armó un navío de treinta cañones, que durante un mes navegó sin encontrar un solo barco inglés. También se armaron tres navíos corsarios que lograron capturar cuatro naves inglesas y un pingue holandés, cargado de pólvora, hierro y otros efectos diversos a medio camino de Santa Cruz de la Mar Pequeña.
Después de los ataques se construyeron varias torres defensivas como la Torre de San Buenaventura en Caleta de Fuste.
El 13 de octubre se conmemora la victoria local en Gran Tarajal, día de San Miguel, con una recreación histórica que incluye el desembarco inglés.